# M/A/R/R/S
M/A/R/R/S（マーズ、MARRS）は、1987年にイギリスで結成されたハウス・ユニット。唯一リリースされた「パンプ・アップ・ザ・ヴォリューム」が世界中を席巻する大ヒットとなった。

## 概要
「M/A/R/R/S」という名称は、イギリスの名門インディーズ・レーベルの4ADに所属するカラーボックスとA.R. ケインによるユニット。グループ名はカラーボックスのマーティン・ヤングとスティーヴ・ヤング（2人は兄弟である）と、A.R. ケインのメンバーであるアレックス・アユリ、ルディ・タンバラ、そしてA.R. ケインと活動を共にしていたラッセル・スミスという5人の頭文字を並べたものである。
シングル「パンプ・アップ・ザ・ヴォリューム」をリリースした以外、M/A/R/R/Sとしての活動はない。

## パンプ・アップ・ザ・ヴォリューム
唯一制作されたシングル「パンプ・アップ・ザ・ヴォリューム（Pump Up The Volume）」は、トップDJであるC・J・マッキントッシュとデイヴ・ドレルが制作に参加し、1987年8月3日にリリースされた。
もともとは「アニティナ」との両A面シングルという形でのリリースだったが、「パンプ・アップ・ザ・ヴォリューム」1曲が大きな注目を浴び、またたく間に大ヒット作品となって、同年10月3日から2週連続で全英シングルチャートの1位を獲得。オランダ、ニュージーランドなど世界各国でも1位を記録、さらには全米ビルボード誌のクラブ・プレイ・チャートでも1位を記録、シングルチャートでも最高位13位まで上る世界的な大ヒット曲となった。
この曲に対しては訴訟事件も起きた。PWLを率いるストック・エイトキン・ウォーターマンはこの曲で彼ら自身がリリースした「ロードブロック」など多くの曲がサンプリングで使用されていることを盗作であるとして彼らを訴えたが、すぐにその訴えは取り下げられた。音楽関係者の中にはこの曲がストック・エイトキン・ウォーターマンが手掛けたリック・アストリーの「ギヴ・ユー・アップ (Never Gonna Give You Up)」のヒットの妨げになると判断して行った行為ではないかと見る向きもあった。事実この曲はその「ギヴ・ユー・アップ」の6週連続1位を阻止して全英1位に輝いている。

### 制作
- 作曲: マーティン・ヤング&スティーヴ・ヤング
- ギター: A.R. ケイン
- スクラッチ: C・J・マッキントッシュ&デイヴ・ドレル
- エンジニア: ジョン・フライヤー

## ディスコグラフィ
日本では日本コロムビアから以下の2種類のフォーマットでリリースされた。ただし日本コロムビア盤では「ヴォ」ではなく「ボ」と表記されていた。
- 12inchシングル「パンプ・アップ・ザ・ボリューム」

1. パンプ・アップ・ザ・ボリューム - "Pump Up The Volume"
2. アニティナ - "Anitina (the First Time I See the Dance)"

- 12inchミニアルバム「パンプ・アップ・ザ・ボリューム」

1. パンプ・アップ・ザ・ボリューム（リミックス） - "Pump Up The Volume (Remix)"
2. パンプ・アップ・ザ・ボリューム - "Pump Up The Volume"
3. アニティナ - "Anitina (The First Time I See She Dance)"
4. アニティナ（リミックス） - "Anitina (The First Time I See She Dance) (Remix)"

また12inchミニアルバムに収録された「パンプ・アップ・ザ・ボリューム（リミックス）」と「アニティナ」は同年日本コロムビアからリリースされた4ADのコンピレーション・アルバム『4AD - 12" '87 Anthology』にも収録された（ただ厳密に言えば同じヴァージョンではない）。
この「パンプ・アップ・ザ・ヴォリューム」は後に以下の3つの映画のサウンドトラック盤にも収録された。この3枚に収録されたのはシングル用の「Radio Edit」ヴァージョンであるが、このヴァージョンは上記2枚のシングルにも収録されることはなく、なぜか日本コロムビアからリリースされることはなかった。
- 『再会の街/ブライトライツ・ビッグシティ』 - Bright Lights, Big City (1988年)
- 『花嫁はエイリアン』 - My Stepmother Is An Alien (1988年)
- 『アメリカン・サイコ』 - American Psycho (2000年)